# Wyoming, Iowa
Wyoming là một thành phố thuộc quận Jones, tiểu bang Iowa, Hoa Kỳ. Năm 2010, dân số của thành phố này là 515 người.

## Dân số
Dân số qua các năm:
- Năm 2000: 626 người.
- Năm 2010: 515 người.